# آنول بزرگ جامائیکا
آنول بزرگ جامائیکا (نام علمی: Norops garmani) نام یک گونه از زیرراسته ایگوآناسانیان است.